# Wo sind meine Wunderwerke, BWV Anh. 210
Wo sind meine Wunderwerke, BWV Anh. 210 (On són els meus miracles) és una cantata perduda de Bach, per al comiat de Johann Matthias Gesner, rector de l'Escola de Sant Tomas (Thomasschule), estrenada a Leipzig el 4 d'octubre de 1734. D'autor desconegut, la música tampoc no es conserva, però s'ha especulat que el primer moviment hagi servit de model per a l'ària de soprano, tercer número, de la cantata BWV 193.